# Чара, Диего
Дие́го Ферней Чара́ Само́ра (исп. Diego Ferney Chará Zamora; род. 5 апреля 1986, Кали, Колумбия) — колумбийский футболист, полузащитник клуба «Портленд Тимберс» и сборной Колумбии.
У Диего два брата Йимми и Филипе, которые также являются профессиональными футболистами. Чара обладатель грин-карты, что позволяет ему регистрироваться в MLS, как американский футболист.

## Клубная карьера
Чара — воспитанник клуба «Депортес Киндио». В 2004 году он дебютировал за команду в Кубке Мустанга. В составе «Киндио» Диего провёл 4 сезона, сыграв более 100 матчей. В 2009 году он перешёл в «Америку» из родного Кали. 7 февраля в матче против «Кукута Депортиво» Чара дебютировал за новую команду. 22 октября в поединке против «Атлетико Уила» Чара забил свой первый гол за клуб из Кали.
В начале 2010 года Диего перешёл в «Депортес Толима». 1 февраля в матче против «Депортиво Кали» он дебютировал за новую команду. 14 февраля в поединке против «Атлетико Хуниор» Чара забил свой первый гол за «Депортес». В этом же сезоне Диего помог команде выиграть серебряные медали чемпионата.
В начале 2011 года Чара перешёл в американский «Портленд Тимберс». Сумма трансфера составила 1,7 млн евро. 24 апреля в матче против «Лос-Анджелес Гэлакси» он дебютировал в MLS. 21 августа в поединке против канадского «Ванкувер Уайткэпс» Диего забил свой первый гол за «Тимберс». В 2015 году Чара помог команде впервые в истории выиграть Кубок MLS.

## Международная карьера
18 ноября 2010 года в товарищеском матче против сборной Перу Чара дебютировал за сборной Колумбии.

## Достижения
Командные
 «Портленд Тимберс»
- Обладатель Кубка MLS — 2015